# Phthiridium bayoni
Phthiridium bayoni är en tvåvingeart som först beskrevs av Klein 1970.  Phthiridium bayoni ingår i släktet Phthiridium och familjen lusflugor.
Artens utbredningsområde är Kambodja. Inga underarter finns listade i Catalogue of Life.